# KELT-9 b
KELT-9 b, o HD 195689 b è il più caldo esopianeta gigante gassoso noto al 2020, con una temperatura nel suo emisfero diurno di 4600 K, vale a dire che è più caldo della superficie delle stelle nane rosse e di diverse nane arancioni. Orbita attorno a HD 195689 (o KELT-9), una stella di classe B9.5-A0 a circa 650 anni luce dalla Terra, avente una massa 2,2 volte quella del Sole, una temperatura superficiale di 10.170 K e un'età attorno ai 300 milioni di anni. Osservazioni effettuate con il telescopio TESS su 27 transiti hanno consentito di approfondire l'orbita. Il pianeta seguirebbe un'orbita polare stretta intorno alla stella; le diverse temperature superficiali evidenziate dallo studio contribuiscono a rendere peculiare il ciclo stagionale di KELT-9 b.

## Stella
La stella madre ha una temperatura di 10.170 K, nessun pianeta era stato scoperto prima attorno a calde stelle di classe B, e solo altri sei sono stati scoperti attorno a stelle di classe A . Posto a una distanza 30 volte inferiore a quella della Terra dal Sole (0,035 UA), il suo periodo orbitale è di 1,48 giorni, mentre la sua massa è 2,2 volte quella di Giove, il più grande e massiccio pianeta del sistema solare.

## Caratteristiche
Individuato la prima volta nel 2014, la conferma della scoperta è avvenuta nel 2017, usando il Kilodegree Extremely Little Telescope (KELT), dispositivo costituito da due telescopi robotici che hanno lo scopo di individuare pianeti in transito davanti alle proprie stelle.
L'atmosfera del pianeta dell'emisfero perennemente illuminato (data la breve distanza dalla stella il pianeta è in rotazione sincrona), a causa dell'alta temperatura, è differente da quella degli altri pianeti analizzati in precedenza, e sono stati individuati oltre a idrogeno ed elio, elementi neutri come potassio e sodio. Tuttavia, data la notevole quantità di radiazione ultravioletta che riceve, in futuro l'atmosfera sarà probabilmente spazzata via per evaporazione, e se anche il nucleo ormai spoglio dovesse sopravvivere durante la fase di sequenza principale della stella, il pianeta verrà fagocitato dalla stessa quando questa entrerà nello stadio di gigante rossa, una volta terminato l'idrogeno all'interno del suo nucleo.
Nel 2018, tramite lo spettrografo HARPS-N del Telescopio Nazionale Galileo, è stata confermata la presenza di titanio e ferro allo stato gassoso nell’atmosfera, a causa dell’altissima temperatura presente sul pianeta; tracce di terbio, un lantanoide raro sulla Terra, sono state trovate in dati di archivio di HARPS-N e CARMENES. Negli studi sulla stella Kelt-9 non corrispondevano le misure della velocità radiale, ma si è scoperto, grazie allo spettrografo, che tali imperfezioni erano date dall'alta presenza di ferro nell'atmosfera, in un effetto Rossiter-McLaughlin.